# Polycarpa aurata
Polycarpa aurata (лат.) — вид асцидий из семейства Styelidae.

## Описание
Вырастают до размера в 5—15 см. Цвет тела белый с пурпурным и оранжевым. Внутренняя часть жёлто-оранжевая.

## Распространение
Распространены в тропических водах восточной части Индийского и в западной части Тихого океанов. Ареал включает побережье Филиппин, Индонезии и северной части Австралии, встречаются на глубинах от 5 до 50 м.

## Биология
Иногда этими оболочниками питаются брюхоногие моллюски Nembrotha lineolata.
В их жаберных камерах живут мелкие креветки Odontonia katoi.